# Schizophrenia Bulletin
Schizophrenia Bulletin ist eine peer-reviewte wissenschaftliche Fachzeitschrift, in der Forschungsarbeiten zur Schizophrenie veröffentlicht werden. Die Zeitschrift wird alle zwei Monate von Oxford University Press in Zusammenarbeit mit der University of Maryland, Baltimore County und der Schizophrenia International Research Society herausgegeben. Gemäß den Journal Citation Reports betrug im Jahr 2020 der Impact Factor der Zeitschrift 9,306. Auf dem Titelblatt der Zeitschrift wird üblicherweise ein Kunstwerk einer Person mit der psychischen Störung abgebildet. Gründer und erster Chefredakteur des Schizophrenia Bulletin war der amerikanische Psychiater Loren Mosher. Zurzeit ist William T. Carpenter der Chefredakteur.